# 巴拿馬隆背海鯰
巴拿馬隆背海鯰為輻鰭魚綱鯰形目海鯰科的其中一種，分布於中東太平洋巴拿馬海域，體長可達63公分，棲息在底層水域，生活習性不明。

## 擴展閱讀
維基物種上的相關：巴拿馬隆背海鯰